# Glace Bay
Glace Bay – miejscowość (community; 1901–1995 miasto) w kanadyjskiej prowincji Nowa Szkocja, w hrabstwie Cape Breton. Według spisu powszechnego z 2016 obszar miejski (population centre) Glace Bay to: 30,90 km², a zamieszkiwało wówczas ten obszar 17 665 osób.
Miejscowość, której początkowa nazwa pochodzi od francuskiego określenia glace, oznaczającego lód, bowiem obszar ten był nim skuty w momencie odkrycia (B. de Glace poświadczona 1751, czasem ówcześnie używana też forma Glass Bay), w 1901 otrzymała status miasta (town), który utraciła w 1995 w wyniku utworzenia regional municipality Cape Breton.
Według spisu powszechnego z 1991 obszar miasta (town) to: 23,15 km², a zamieszkiwało wówczas ten obszar 19 501 osób.
W miejscowości rozwinął się przemysł spożywczy oraz chemiczny.